# Чукха (дзонгхаг)
Чукха (дзонг-кэ སྤ་རོ་རྫོང་ཁག, вайли Chu-kha rdzong-khag) — дзонгхаг в Бутане, относится к западному дзонгдэю. Столица — город Цимашам, в котором расположена крепость Чукха-дзонг и находится администрация дзонгхага. Самый крупный город — Пхунчолинг. Деловой и финансовый центр — город Мебиса (ранее носивший название Чукха).
В отличие от большинства других дзонгхагов, Чукха не содержит охраняемых районов Бутана.

## Экономика
Город Мебиса является коммерческим и финансовым центром страны. Здесь находятся две ГЭС, которые входят в проект гидроэлектростанций «Тала», а также ряд основных промышленных предприятий Бутана.

## Транспорт
Через Чукху проходит единственная дорога, связывающая Индию с западным Бутаном.

## Административное деление
В состав дзонгхага входят 11 гевогов:

| - Бонго - Бъячо - Гелинг - Гетена - Дала - Дунгна | - Логчина - Метакха - Пхунчолинг - Сампхелинг - Чапча |

## Достопримечательности
- Часилхакха-лакханг[3]
- Чима-лакханг[3]
- Чапча-дзонг[3]